# Havířov
Havířov ([ˈɦaviːr̝of] Ausspracheⓘ; polnisch Hawierzów) ist eine Mittelstadt im Moravskoslezský kraj in Tschechien. Sie entstand 1955 und liegt im mährisch-schlesischen Industriegebiet (Ostravsko-Karvinsko).

## Geographie
Havířov befindet sich an der Einmündung der Sušanka in die Lučina. Im Norden grenzt es an die Bergbauregionen Petřvald, Orlová und Karviná, im Westen an die Gemeinden Šenov und Václavovice. Die Landschaft ist leicht hügelig und von Bach- und Flusstälern durchschnitten. Von Westen nach Osten durchquert die Landschaft die Eisenbahnverbindung und Fernstraße Ostrava–Svinov nach Český Těšín. Entlang der Fernstraße verläuft dicht besiedeltes Wohngebiet.

## Geschichte

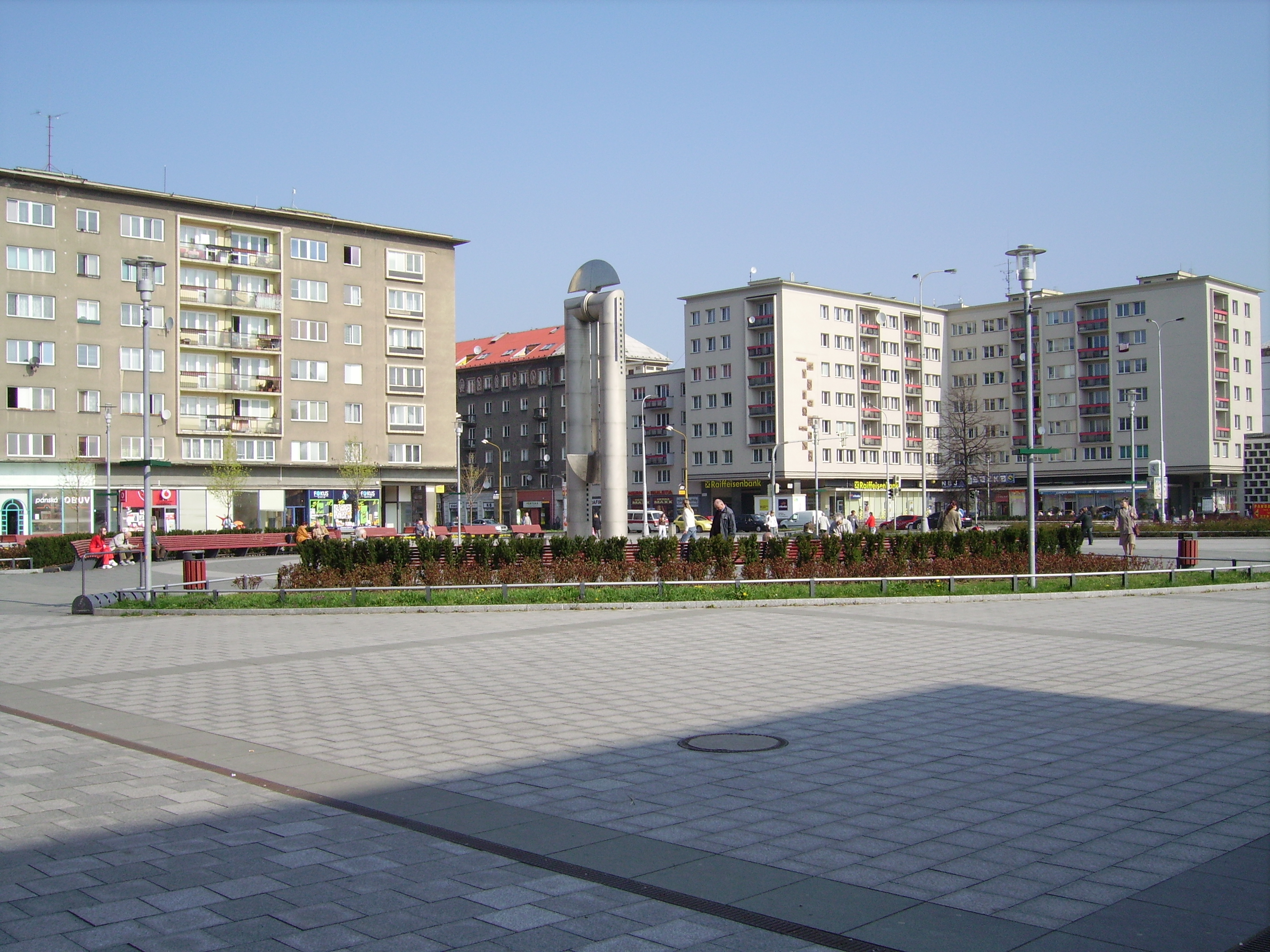
Havířov

Die historischen Quellen erwähnen schon circa 1305 im Liber fundationis episcopatus Vratislaviensis Horní und Dolní Suchá, wie auch wahrscheinlich das benachbarte Šenov (Schonwald/Schönhof). Der erste zuverlässige Nachweis über das Bestehen der Gemeinde Bludovice stammt vom Jahr 1335. 1438 wird zum ersten Mal Šumbark erwähnt. In der Hälfte des 16. Jahrhunderts wird Šumbark als Stadt bezeichnet, es ist jedoch nicht nachgewiesen, dass Šumbark wirklich die Stadtrechte nutzte.
Die Gemeinden die später nach Havířov eingemeindet wurden, waren nach den Volkszählungen der Jahre 1880 bis 1910 mehrheitlich polnischsprachig, was zur Basis des polnischen Anspruchs nach dem Ersten Weltkrieg wurde (siehe Olsagebiet).

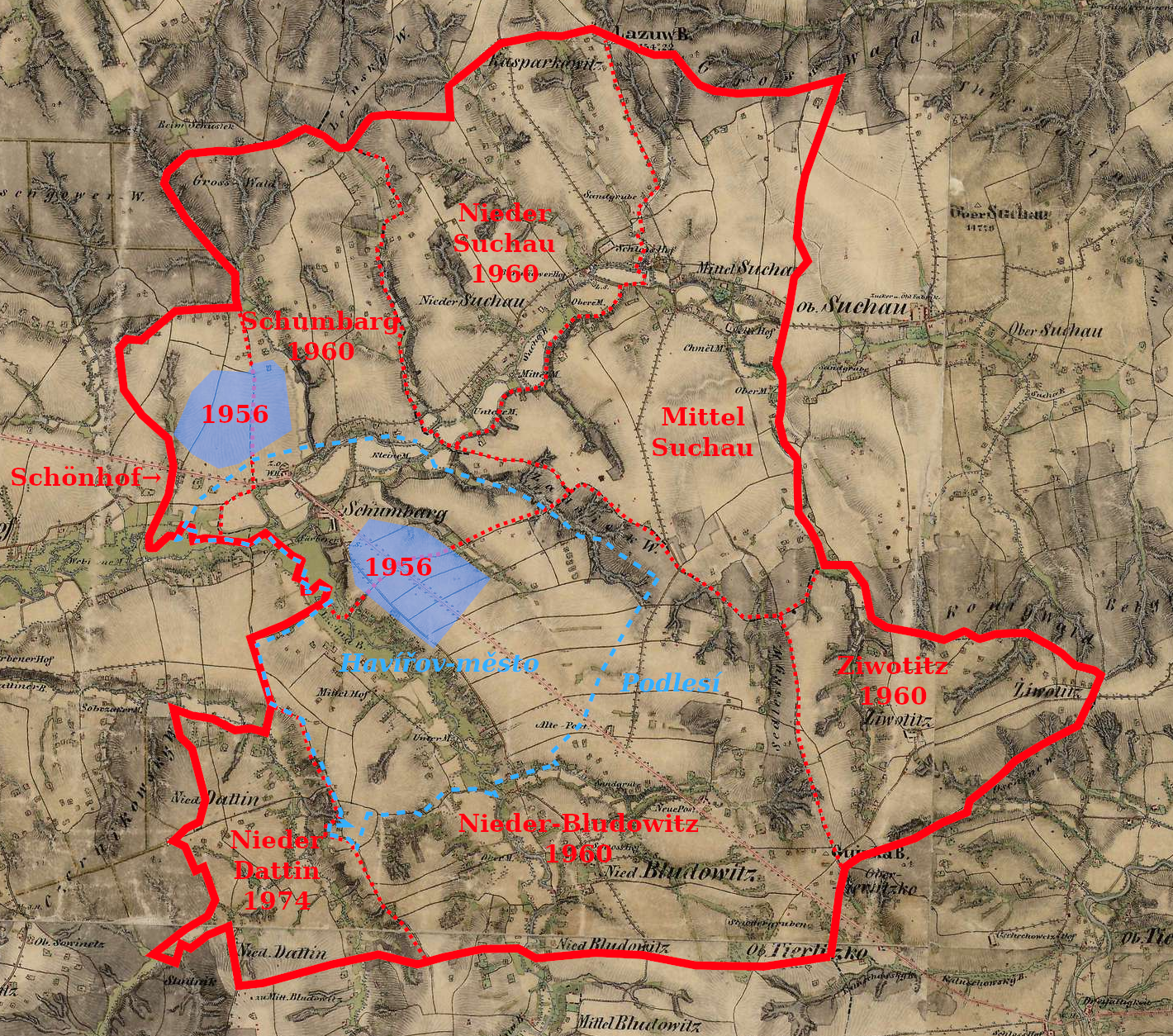
Die administrative Grenzänderungen (rote Linie) der Stadt Havířov nach dem Zweiten Weltkrieg, die erste sozialistisch-realistische Arbeiterstadt in blauer Farbe

Die Entstehung der Stadt Havířov hängt mit dem Aufbau der Bergbausiedlungen auf dem Gebiet der Gemeinden Šumbark und Dolní Bludovice zusammen, dabei wurden auch Teile der Fluren von Šenov einbezogen. Die Ansiedlung wurde durch einen Regierungsbeschluss am 4. Dezember 1955 zur Stadt erhoben, anfänglich auf einer Fläche von 344 ha, davon 230 von Dolní Bludovice, 53 von Šumbark und 61 von Šenov. Der Name der Stadt wurde in einem öffentlichen Wettbewerb ausgewählt. Die Kandidaten waren u. a. Bezručov, Gottwaldův Hornikov, Stalin, Budosociokolektivov. Havíř (abgeleitet vom deutschen ‚Hauer‘) bedeutet auf Tschechisch: Bergmann, wie auch hawiyrz in den Teschener Mundarten. Havířov hat den Ruf als eine Stadt mit hochwertigen Wohngebieten und im Vergleich mit anderen Städten der Region einer sauberen Umwelt und guten Erholungsmöglichkeiten.
Nach der Schließung der Steinkohlenwerke sank die Zahl der Einwohner merklich.
Ab 1998 gehört die Stadt zur Euroregion Teschener Schlesien, und zwar als die größte Stadt auf der tschechischen Seite. In der Stadt gibt es ein tschechisch-deutsches Begegnungszentrum; dort befindet sich auch der Sitz des Vereins der Deutschen des Teschner Schlesiens. Nach der Volkszählung im Jahr 2011 lebten in der Stadt 1906 Polen (2,5 %), die viertgrößte Zahl im Olsagebiet. 18.396 (24 %) Personen gaben keine Nationalität an, mehr als in allen anderen Orten der Euroregion.

## Stadtteile
- Město (Stadt)
- Šumbark (Schumbarg, auch Schumberg, Schomberg, ursprünglich Schönberg)[5]
- Podlesí (Podleiss, auch Podles)[5]
- Životice (Ziwotitz)
- Bludovice (Bludowitz, älter Bluda (1335), Blaude, Nieder Bludowitz)[5]
- Prostřední Suchá (Mittelsuchau älter auch Sucha, Suche)[5]
- Dolní Suchá (Niedersuchau, Durche[6] (1447))
- Dolní Datyně (Niederdatein, auch Nieder Dattin)[5]

## Bevölkerungsentwicklung
| Jahr      | 1869 | 1880 | 1890 | 1900 | 1910   | 1921   | 1930   | 1950   | 1961   | 1970   | 1980   | 1991   | 2001   | 2011   | 2021   |
| --------- | ---- | ---- | ---- | ---- | ------ | ------ | ------ | ------ | ------ | ------ | ------ | ------ | ------ | ------ | ------ |
| Einwohner | 5173 | 5379 | 5900 | 7223 | 10.409 | 11.765 | 12.782 | 12.898 | 51.103 | 82.068 | 85.946 | 86.297 | 85.855 | 76.694 | 68.153 |

## Sehenswürdigkeiten
- Schloss Šumbark

## Persönlichkeiten
in Havířov geboren
- Franz Pacher (1919–2018), österreichischer Bauingenieur
- Radim Cepek (* 1975), Unihockeyspieler
- Pavel Šnobel (* 1980), Tennisspieler
- Robert Mayer (* 1989), tschechisch-schweizerischer Eishockeyspieler
- Pavel Maslák (* 1991), Leichtathlet
- Radek Číp (* 1992), Eishockeyspieler
- David Pastrňák (* 1996), Eishockeyspieler
- Ondřej Lingr (* 1998), Fußballspieler
- Tereza Szewieczková (* 1998), Fußballspielerin

in Havířov gewirkt
- Miroslav Baranek (* 1973), Fußballspieler, der hier seine Karriere begann

## Partnerstädte
- Mažeikiai, Litauen
- Harlow, Vereinigtes Königreich
- Collegno, Italien
- Jastrzębie-Zdrój, Polen